# العيدان (جبلة)

تعديل مصدري - تعديل

العيدان محلة تابعة لقرية شبل، التابعة لعزلة جبل رعوين بمديرية جبلة إحدى مديريات محافظة إب في الجمهورية اليمنية، بلغ تعداد سكانها 37 حسب تعداد اليمن لعام 2004.